# Diamond Rings
Diamond Rings (рус. кольца с бриллиантами) — сольный проект канадского независимого рок-музыканта Джона О’Ригана.
Среди исполнителей, наиболее повлиявших на его стиль, О’Риган назвал Дэвида Боуи, Грейс Джонс, Salt-n-Pepa, Джанет Джексон, ранних TLC, Run-D.M.C. и Денниса Родмана.

## История
Джон О’Риган родился в Ошаве в 1985 году. Он начал свою музыкальную карьеру как один из основателей пост-панк-квартета The D’Urbervilles, где был известен под псевдонимом Джон О; в состав группы также входили Тим Брутон, Кайл Доннелли и Грег Сантилли. В 2006 году он со своей подругой Сильвией Смит из The Barmitzvah Brothers сформировали поп-дуэт Habitat.
О’Риган начал писать песни под сценическим псевдонимом Diamond Rings летом 2008 года. Новое прозвище и первые песни были созданы во время длительного пребывания в больнице, в которой музыкант находился на лечении от болезни Крона.
В августе 2009 года вышел дебютный релиз — 7-дюймовый виниловый сплит-сингл «All Yr Songs», который распространялся через собственный небольшой лейбл Hype Lighter. На второй стороне пластинки были записаны его друзья PS I Love You. Видеоклип на эту песню, снятый Колином Медли, появился на сайтах CBC Radio 3, Exclaim! и Pitchfork Media. В декабре 2009 года видео было удалёно с YouTube по запросу Sony BMG в связи с нарушением авторских прав. По всей видимости это произошло из-за путаницы между сценическим псевдонимом О’Ригана и песней «Diamond Rings» британского рэпера Chipmunk, исполнителя компании Sony UK. Когда новость об этой ошибке распространилась по всей блогосфере, компания отозвала свою претензию и официально принесла извинения музыканту и режиссёру.
В марте 2010 года Diamond Rings выпустил на немецком лейбле Tomlab новый 7-дюймовый сингл «Wait & See», в котором в качестве бэк-вокалиста выступил музыкант из Торонто Gentleman Reg. На второй стороне сингла была записана кавер-версия «On Fire» группы Sebadoh. Премьера видео на песню «Wait & See» состоялась на Pitchfork Media в феврале 2010 года. Его следующим релизом стал 12-дюймовый сингл с танцевальным треком под названием «Show Me Your Stuff», который был выпущен в июне 2010 года на Big Silence — лейбле гитариста Fucked Up Майка Хэйличука. Видеоклип, в котором также фигурирует камео вокалиста Fucked Up Дамиана Абрахама, сравнивали с такими несопоставимыми исполнителями, как Клаус Номи, Nirvana и Бритни Спирс.
Его дебютный студийный альбом Special Affections был выпущен в Северной Америке 25 октября монреальской звукозаписывающей компанией Secret City Records. До сих пор он привлёк множество положительных отзывов от Pitchfork, Exclaim! и AllMusic. Ведущий сингл «Something Else» вышел за месяц до релиза и включал в себя кавер песни Миллы Йовович «The Gentleman Who Fell» со струнной аранжировкой канадского музыканта и обладателя премии Polaris Оуэна Паллетта.

## Дискография

### Альбомы
- Special Affections (Secret City Records, 2010)
- Free Dimensional (Astralwerks, 2012)

### Синглы
- Август 2009: «Diamond Rings / PS I Love You» (сплит-запись с группой PS I Love You) — выпущен на Hype Lighter
- Март 2010: «Wait & See» — выпущен на Tomlab
- Июнь 2010: «Show Me Your Stuff» — выпущен на One Big Silence
- Сентябрь 2010: «Something Else» — выпущен на Secret City Records